# 舩津真弓
舩津 真弓（ふなつ まゆみ、1977年8月24日 - ）は、熊本朝日放送 (KAB) の社員。元アナウンサー。

## 来歴・人物
熊本県八代市出身。熊本県立八代高校を経て、熊本大学法学部卒業後の2000年、熊本朝日放送入社。報道番組のキャスターと取材を主に担当する。
また、KABがアナログ放送を行っていた頃には地上デジタル放送推進大使も務めていた。
趣味は温泉めぐり、旅行、旅行を兼ねて各地のマラソン大会に出場すること。そういった趣味がきっかけで、温泉ソムリエと旅行業務取扱管理者の資格を取得した。
俳優の米村亮太朗は高校時代の同級生。舩津が報道取材班の役で出演した『いっちょんすかん』（熊本を舞台にしたショートムービー『うつくしいひと』のスピンオフ作品）は米村の主演作であり、同作品でわずかながらの共演を果たしている。

## 現在担当番組
- ヒロシのひとりキャンプのすすめ[10] - インドアまゆたん（CV）[12]& ナレーター

## 過去の担当番組
- KABニュースラウンド[13]
- KABニューストレイン[2]
- アナステ[2]
- オルガタウン - ナレーター
- KABイベント・ステーション きて！みて！ - ナレーター[14]
- ファイブチャンネル - ナレーター[14]・ツンデレまゆたん/インドアまゆたんの声（cv）
- くまパワ - 16時台ニュース担当キャスター
- スーパーJチャンネルくまもと - メインキャスター[15]、取材[16]
- くまパワJ - ニュースキャスター
- シリタカ!（九州朝日放送） - 熊本朝日放送中継リポーター

## 熊本地区地上デジタル放送推進大使
2011年7月24日移行時点での舩津以外のメンバーは以下のとおり。括弧内肩書は2023年現在だが、池田を除き現職のアナウンサーではなくなっている。
- NHK熊本放送局 池田伸子（現・東京アナウンス室）
- 熊本放送（RKKテレビ） 野溝美子（現・ラジオ制作部パーソナリティ兼ディレクター）
- テレビ熊本（TKU） 藤本愛英（現フリー）
- くまもと県民テレビ（KKT） 村上美香（現フリー、「ヒトコト社」代表）